# Скотники (Пйотрковський повіт)
Скотники (пол. Skotniki) — село в Польщі, у гміні Александрув Пйотрковського повіту Лодзинського воєводства.
Населення — 298 осіб (2011).

## Демографія
Демографічна структура станом на 31 березня 2011 року:
|          | Загалом | Допрацездатний вік | Працездатний вік | Постпрацездатний вік |
| -------- | ------- | ------------------ | ---------------- | -------------------- |
| Чоловіки | 150     | 32                 | 100              | 18                   |
| Жінки    | 148     | 23                 | 74               | 51                   |
| Разом    | 298     | 55                 | 174              | 69                   |